# Abantkrokus
Crocus abantensis är en irisväxtart som beskrevs av T.Baytop och Brian Frederick Mathew. Crocus abantensis ingår i släktet krokusar, och familjen irisväxter. Inga underarter finns listade i Catalogue of Life.